# Дом у железной дороги (картина Хоппера)
«Дом у железной дороги» (англ. House by the Railroad) — картина американского художника-реалиста Эдварда Хоппера, написанная в 1925 году. Хранится в коллекции Музея современного искусства в Нью-Йорке, США. На картине изображён отдельно стоящий дом рядом с железной дорогой.   

## Описание
Дом, изображённый на картине, скорее всего, был построен раньше, чем железная дорога, так как, его архитектура напоминает архитектуру доиндустриальной эпохи. 
Дом также кажется потерянным и неуместным в месте, изображенном на картине. Это отдельно стоящий дом в открытой, безлесной местности — единственная реликвия города-призрака, забытого историей. Башня, изогнутый фасад и веранда были, несомненно, изначально задуманы для неторопливого созерцания природы: но теперь железная дорога проходит прямо перед домом. 
Дорога сама по себе вносит свой вклад в ощущение заброшенности: она не только разрезает картину по горизонтали, скрывая основание дома от взгляда зрителя, но также кажется частью разрушенной природы. Коричневые цвета ржавого пути сильно контрастируют с бледным голубовато-серым цветом дома (хотя у него действительно есть рыжеватые трубы, которые неоднократно можно увидеть на домах Хоппера). 
Безрадостные впечатления, конечно, усиливаются слепыми окнами, некоторые из них открыты. В ряде окон отражается свет, и, что характерно для Хоппера, ни одно из них не позволяет зрителю заглянуть внутрь. Это подчеркивает преобладающую меланхолию. 
Хоппер отразил небо, занимающее большую часть холста, бледным, невыразительным беловато-серым цветом. Хотя тени говорят о том, что солнце довольно высоко, в небе мало синего и нет облаков. Это поразительное доказательство способности Хоппера показать полную пустоту как на небе, так и на земле.